# Г'янгцзе (повіт)
28°54′58″ пн. ш. 89°36′10″ сх. д. / 28.91606° пн. ш. 89.60276° сх. д.
Г'янгцзе (кит. 江孜县, пін. Jiāngzī Xiàn, трансліт. Gyangzê) — один із повітів КНР у складі префектури Шигацзе, Тибетський автономний район. Адміністративний центр — містечко Г'янгцзе.

## Географія
Г'янгцзе у середньому лежить на висоті близько 4020 метрів над рівнем моря між основним пасмом Гімалаїв і хребтом Гангдісе.

### Клімат
Повіт знаходиться у зоні так званої «гірської тундри», котра характеризується кліматом арктичних пустель із впливом мусонів. Найтепліший місяць — червень із середньою температурою 13,2 °C. Найхолодніший місяць — січень, із середньою температурою -3,8 °С.
| Клімат повіту Г'янгцзе                             | Клімат повіту Г'янгцзе | Клімат повіту Г'янгцзе | Клімат повіту Г'янгцзе | Клімат повіту Г'янгцзе | Клімат повіту Г'янгцзе | Клімат повіту Г'янгцзе | Клімат повіту Г'янгцзе | Клімат повіту Г'янгцзе | Клімат повіту Г'янгцзе | Клімат повіту Г'янгцзе | Клімат повіту Г'янгцзе | Клімат повіту Г'янгцзе | Клімат повіту Г'янгцзе |
| Показник                                           | Січ.                   | Лют.                   | Бер.                   | Квіт.                  | Трав.                  | Черв.                  | Лип.                   | Серп.                  | Вер.                   | Жовт.                  | Лист.                  | Груд.                  | Рік                    |
| Середній максимум, °C                              | 5,9                    | 7,6                    | 10,7                   | 13,9                   | 17,7                   | 21,1                   | 20,5                   | 19,7                   | 18,9                   | 15,4                   | 10,6                   | 7,3                    | 14,1                   |
| Середня температура, °C                            | −3,8                   | −1,1                   | 2,6                    | 5,7                    | 9,6                    | 13,2                   | 13                     | 12,1                   | 10,8                   | 6,6                    | 0,8                    | −2,9                   | 5,6                    |
| Середній мінімум, °C                               | −13,1                  | −10,1                  | −5,8                   | −1,9                   | 2,1                    | 6,1                    | 7,4                    | 6,6                    | 4,2                    | −1,1                   | −7,6                   | −11,4                  | −2,1                   |
| Норма опадів, мм                                   | 0.3                    | 0.5                    | 1.7                    | 7.7                    | 16.9                   | 37.7                   | 89.3                   | 89.2                   | 34.7                   | 3.5                    | 0.5                    | 1.8                    | 283.8                  |
| Вологість повітря, %                               | 30                     | 30                     | 33                     | 40                     | 46                     | 54                     | 67                     | 70                     | 62                     | 45                     | 38                     | 38                     | 46                     |
| -------------------------------------------------- | ---------------------- | ---------------------- | ---------------------- | ---------------------- | ---------------------- | ---------------------- | ---------------------- | ---------------------- | ---------------------- | ---------------------- | ---------------------- | ---------------------- | ---------------------- |
| Джерело: Дані метеостанції №55680 (КНР, 1991-2020) |                        |                        |                        |                        |                        |                        |                        |                        |                        |                        |                        |                        |                        |